# Bamlak Tessema Weyesa
Bamlak Tessema Weyesa (ur. 30 grudnia 1980 roku w Addis Abeba) – etiopski sędzia piłkarski. Od 2009 roku sędzia międzynarodowy.
Tessema Weyesa znalazł się na liście 35 sędziów Mistrzostw Świata 2018.